# Šentilj pod Turjakom
Šentilj pod Turjakom – wieś w Słowenii, w gminie Mislinja. W 2018 roku liczyła 276 mieszkańców.